# Jipijapa
Jipijapa, coneguda també com a Sant Lorenzo de Jipijapa, és una ciutat equatoriana; capital del Cantó de Jipijapa, així com la sisena ciutat més gran i poblada de la província de Manabí. Es troba localitzada al centre de la regió litoral de l'Equador, en una extensa plana, travessada pel riu Jipijapa, a una altitud de 300 m.
És coneguda pel sobrenom de "La Sultana del Cafè" per la seva important producció cafetera. En el cens de 2010 tenia 40.232 habitants, la qual cosa la converteix en la trentena ciutat més poblada del país. La ciutat és el nucli de l'àrea metropolitana de Jipijapa, la qual està constituïda a més per ciutats i parròquies rurals properes. El conglomerat alberga a més de 50.000 habitants.
Va ser fundada el 10 d'agost de 1565 per Bernardo de Loayza, però és a mitjà del segle xix, a causa de la producció de cafè, quan presenta un accelerat creixement demogràfic fins a establir un poblat urbà, que posteriorment, seria un dels principals nuclis urbans de la província. És un dels centres administratius, econòmics, financers i comercials del sud de Manbí més importants. Les activitats principals de la ciutat són l'agricultura, el comerç, la ramaderia i l'elaboració de barrets panamà.

## Símbols

### Bandera
En l'ordenança, del 8 de gener de 1965, la Municipalitat del Cantó Jipijapa va adoptar com a bandera els colors verd, vermell. Les franges verdes horitzontals van ser utilitzades l'any 1910 a Jipijapa quan una companyia estrangera va intentar apropiar-se de tot el territori de l'illa de Salango, aleshores el poble de Jipijapa va organitzar una concentració repudiant la presencia dels estrangers i fent onejar la bandera ideada per la Societat d'obrers Parrales y Guale.

## Geografia

### Clima
Jipijapa té un clima semiàrid càlid (BSh) segons la classificació climàtica de Köppen. Es caracteritza per tenir 2 estacions lloables, seca i plujosa. L'estació plujosa dura aproximadament uns 6,8 mesos, del 29 de novembre al 22 de juny, les pluges de major intensitat es produeixen a finals de febrer amb una precipitació mitjana de 154 mil·límetres. Durant l'estació seca, el mes amb menor pluviometria es octubre amb una mitjana de 2 mil·límetres.
La duració de les hores solars no varia al llarg del any, només hi ha una fluctuació aproximada de 9 minuts, la mitjana d'hores de llum es aproximadament de 12 hores.
Quant a la humitat es generalment alta, principalment a l'alça durant l'estació de pluges i mes baixes durant l'estació seca.
La velocitat dels vents en aquesta regió té una variació estacional considerable. Els vents mes forts es produeixen entre maig i gener amb una mitjana de 13,4 km/h.
| Dades climàtiques a Jipijapa       | Dades climàtiques a Jipijapa | Dades climàtiques a Jipijapa | Dades climàtiques a Jipijapa | Dades climàtiques a Jipijapa | Dades climàtiques a Jipijapa | Dades climàtiques a Jipijapa | Dades climàtiques a Jipijapa | Dades climàtiques a Jipijapa | Dades climàtiques a Jipijapa | Dades climàtiques a Jipijapa | Dades climàtiques a Jipijapa | Dades climàtiques a Jipijapa | Dades climàtiques a Jipijapa |
| Mes                                | gen                          | febr                         | març                         | abr                          | maig                         | juny                         | jul                          | ag                           | set                          | oct                          | nov                          | des                          | anual                        |
| ---------------------------------- | ---------------------------- | ---------------------------- | ---------------------------- | ---------------------------- | ---------------------------- | ---------------------------- | ---------------------------- | ---------------------------- | ---------------------------- | ---------------------------- | ---------------------------- | ---------------------------- | ---------------------------- |
| Màxima mitjana °C (°F)             | 27.1 (80.8)                  | 27.1 (80.8)                  | 27.5 (81.5)                  | 27.5 (81.5)                  | 27 (81)                      | 26.1 (79)                    | 25.7 (78.3)                  | 25.5 (77.9)                  | 25.5 (77.9)                  | 25.6 (78.1)                  | 26.1 (79)                    | 26.8 (80.2)                  | 26 (79)                      |
| Mitjana diària °C (°F)             | 25.4 (77.7)                  | 25.4 (77.7)                  | 25.7 (78.3)                  | 25.9 (78.6)                  | 25.2 (77.4)                  | 24.3 (75.7)                  | 23.8 (74.8)                  | 23.8 (74.8)                  | 23.0 (73.4)                  | 23.8 (74.8)                  | 24.1 (75.4)                  | 24.8 (76.6)                  | 24.7 (76.5)                  |
| Mínima mitjana °C (°F)             | 21 (70)                      | 21.4 (70.5)                  | 21.4 (70.5)                  | 21.1 (70)                    | 20.9 (69.6)                  | 19.8 (67.6)                  | 19 (66)                      | 18.8 (65.8)                  | 18.7 (65.7)                  | 18.7 (65.7)                  | 19.2 (66.6)                  | 20.3 (68.5)                  | 18 (64)                      |
| Precipitació mitjana mm (polzades) | 66 (2.6)                     | 150 (5.91)                   | 136 (5.35)                   | 80 (3.15)                    | 39 (1.54)                    | 16 (0.63)                    | 8 (0.31)                     | 2.8 (0.11)                   | 2 (0.08)                     | 4 (0.16)                     | 9 (0.35)                     | 23 (0.91)                    | 535.8 (21.094)               |
| Humitat relativa mitjana (%)       | 94                           | 99                           | 99                           | 98                           | 93                           | 74                           | 56                           | 41.5                         | 38                           | 45                           | 49                           | 66                           | 71.04                        |
|                                    |                              |                              |                              |                              |                              |                              |                              |                              |                              |                              |                              |                              |                              |

## Història

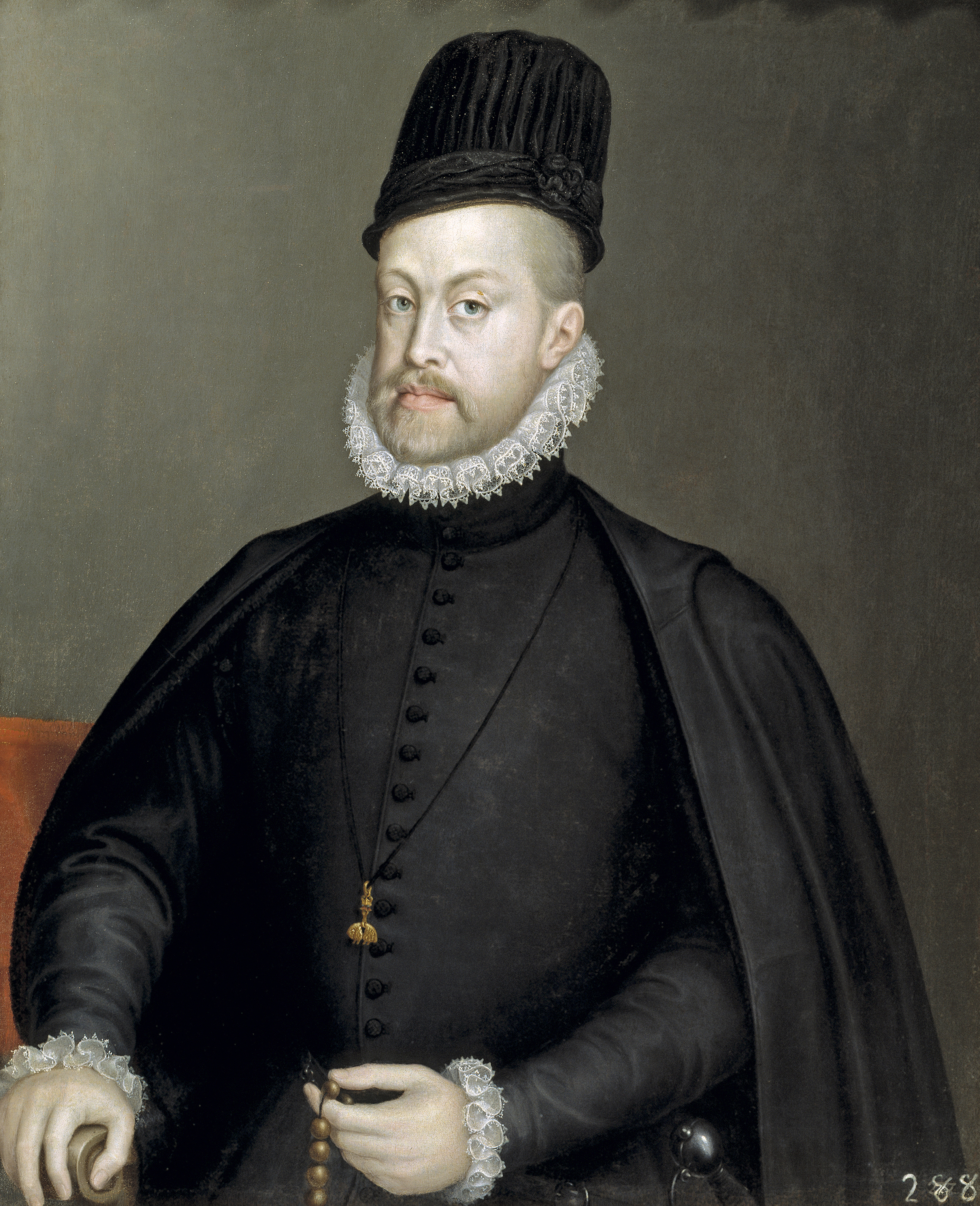
Durant el regnat de Felipe II d'Espanya (en la imatge) es va produir la fundació de Jipijapa, quan encara recentment s'estava consolidant l'Imperi espanyol en les Índies Occidentals.

### Època Precolombina
En el segle xv, els territoris corresponents al cantó de Jipijapa van estar habitats per la tribu Xipixapa, encara que també s'especula que la cultura Maia tenia assentaments en aquesta localitat.
Sobre aquesta última cultura existeixen evidencies de la seva presencia com els pous de Choconchá, Andil i Chade, els quals es diu que van ser excavats per aquesta civilització sota la ordre de Tepichinche.
També es diu que Jipijapa va tenir influencia de les cultures Valdivia, Machalilla, Chorrera, Manteño-Huancavilca. Les evidencies de les seves presencies es troben en el Parc Nacional de Machalilla.

### Villa d'or
Quan els espanyols arriben a Jipijapa el any 1534 van quedar fascinats per les riqueses de la zona. Va ser així com el grup comandat per Pedro de Alvarado va anomenar aquesta localitat com Villa d'or i va saquejar les terres.
Després dels saquejos dels espanyols, el 10 d'agost de 1565 els indigenes de la zona van fundar una nova ciutat en un lloc anomenat com a Lanchán, que avui en dia es coneix com Sancán.

### Trasllat definitiu
Molts factors van influir en que la comunitat actual de San Lorenzo de Jipijapa es trasllades. Els terrenys eren estèrils i no es podia practicar l'agricultura, hi havia carència d'aigua potable, els ports es trobaven massa lluny i es va produir una epidemia que va afectar la zona. Tot aquest conjunt de factors van produir el trasllat de la ciutat.
Va ser així com l'any 1605, Juan de la Hinojosa, jutge de la Comissió de la Real Audiencia de Qutio, va ordenar el trasllat de la comunitat de San Lorenzo de Jipijapa al lloc actual, que originalment es va anomenar Jipijapa la Baja, per trobar-se en una vall.
Vora de 260 habitants van ser traslladats, la població original era major però molts van morir d'una epidèmia de xarampió.

### Seglexvii
No va ser fins al segle XVII aproximadament en què es va anar convertint en una zona de producció i comercialització de barrets de panamà o "Jipijapas". Aquesta indústria va aconseguir el seu auge els dos segles posteriors convertint-se en un centre important d'exportació d'aquest producte.

### Seglexviii
En aquest segle sorgeixen els primers moviments independentistes, quan en la Reial Audencia de Quito es va manifestar la inestabilitat del govern espanyol.
En la comunitat de San Lorenzo de Jipijapa, el cura Francisco Javier Ruiz Cano, en vista als incidents produïts en la població de Santa Elena, va decretar unes eleccions plebicitaries a Jipijapa el 9 d'octubre de 1820 per decidir si sumar-se a la proclamació d'independència de Guayaquil. Sent així la primera localitat de Manabí en adherir-se.

### El gran salt a la vida política
El 25 de juny de 1824, el Congres colombià va expedir la Llei de divisió territorial mitjançant la qual es constituïa els departaments d'Equador (avui en dia Quito), Guayaquil i Azuay.
El departament de Guayaquil va integrar les provincies de Guayas i Manabí, aquesta últim va ser format mitjançant les integracions dels cantons de Portoviejo, Jipijapa i Montecristi, que anteriorment havien sigut parròquies de Guayaquil. Aquesta organització es va mantenir durant tot el període de govern de la Gran Colòmbia.
Segons Próspero Pérez, el canton de Jipijapa va surgir en la vida política amb les seves tres parròquies: Jipijapa, Julcuy i Paján, dins de la jurisdicció comunal adquirida i possessionada a l'any de 1806, constituint-se així el Sud de Manabí.
El 1945, Jipijapa ja tenia 13 parròquies, aquell any la Assemblea Constituent en conseqüència crea el canton 24 de Mayo i li resta 3 parròquies; Sucre, Bellavista i Noboa.
El 1950 perd 4 parròquies mes; Paján, Guale, Lascano i Campuzano ja que el congrés constitueix un nou canton, el de Paján.

### Introducció del cafè
A mitjan segle xix es va introduir el cultiu de cafè, la qual cosa va anar desplaçant la producció de barrets a poblacions específiques i a altres cantons com Montecristi. Jipijapa es va convertir aleshores en una zona principalment productora i exportadora de cafè. El boom de la producció del cafè que es va produir arreu del món, va produir una caiguda dels preus internacionals i la perdua d'agricultors de cafè a finals del segle XX.En l'actualitat, Jipijapa cerca noves oportunitats per al seu desenvolupament en el nou i difícil món globalitzat i competitiu que permetin tornar a l'auge econòmic que va tenir en el passat.

## Política

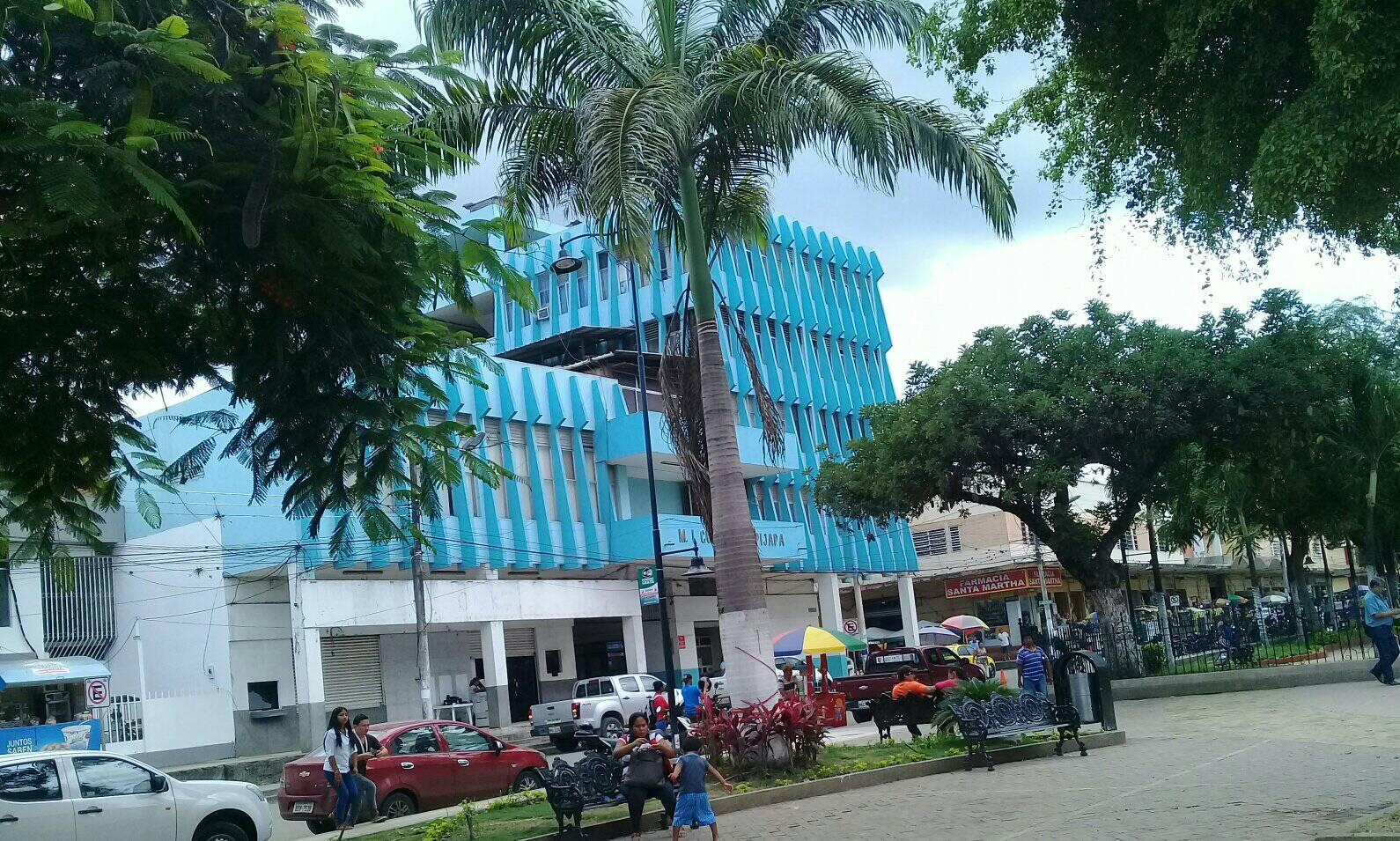
Seu de l'alcaldia de Jipijapa.

A nivell de territori, la ciutat de Jipijapa està organitzada en 3 parròquies urbanes i 7 parròquies rurals amb les quals complementa l'àrea total del Cantó Jipijapa. El terme "parròquia" és utilitzat en l'Equador per referir-se a territoris dins de la divisió administrativa municipal.
La ciutat i el cantó de Jipijapa, igual que les altres localitats equatorianes, es regeix per una municipalitat tal com consta en la Constitució de la República. El Govern Autònom Descentralitzat Municipal de Jipijapa, és una entitat de govern seccional que administra el cantó de forma autònoma al govern central. La municipalitat està organitzada per la separació de poders de caràcter executiu representat per l'alcalde, i un altre de caràcter legislatiu conformat pels membres del consell cantonal.

### Alcaldia
El poder executiu de la ciutat és exercit per l'Alcalde del Cantó Jipijapa, el qual és triat per sufragi directe en una sola volta electoral sense fórmules o binomis en les eleccions municipals. El vicealcalde no és triat de la mateixa manera, ja que una vegada instal·lat el Consell Cantonal es triarà entre els edils un encarregat per a aquell càrrec. L'alcalde i el vicealcalde duren quatre anys en les seves funcions, i en el cas de l'alcalde, té l'opció de reelecció immediata o successiva. L'alcalde és el màxim representant de la municipalitat i té vot directament en el consell cantonal, mentre que el vicealcalde realitza les funcions de l'alcalde de manera suplent mentre no pugui exercir les seves funcions l'alcalde titular.
L'alcalde compta amb el seu propi gabinet d'administració municipal mitjançant múltiples adreces de nivell d'assessoria, de suport i operatiu. Els encarregats d'aquelles adreces municipals són designats pel mateix alcalde. Actualment l'Alcalde de Jipijapa és Luis Gencon Cedeño, triat per al període 2019 - 2023.

### Consell cantonal
El poder legislatiu de la ciutat és exercit pel Consello Cantonal de Jipijapa el qual és un petit parlament unicameral que es constitueix igual que en els altres cantons, mitjançant la disposició de l'article 253 de la Constitució Política Nacional. D'acord amb la llei establerta, la quantitat de membres del consell representa proporcionalment a la població del cantó.
Jipijapa posseeix set regidors, els quals són triats mitjançant sufragi (Sistema D'Hondt) i duren en les seves funcions quatre anys podent ser reelegits indefinidament. L'alcalde i el vicealcalde presideixen el consell en les seves sessions. Al recentment instal·lar-se el consell cantonal per primera vegada els membres trien entre ells un designat per al càrrec de vicealcalde de la ciutat.

### Divisió Política
El cantó es divideix en parròquies que poden ser urbanes o rurals i són representades pels Governs Parroquials davant l'Alcaldia de Jipijapa. L'urbs té 3 parròquies urbanes:
- Sant Lorenzo de Jipijapa
- Manuel Inocencio Parrales i Guale
- Dr. Miguel Morán Lucio

## Turisme

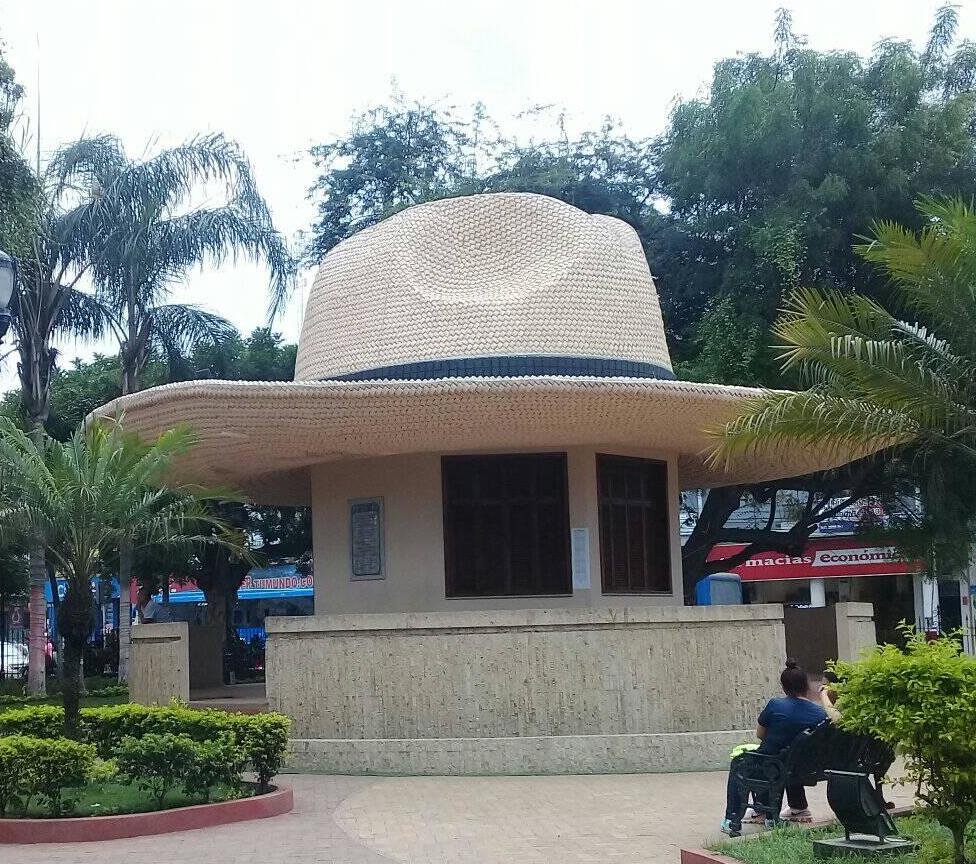
Monument al Barret de Palla Toquilla.

A Jipijapa es troben diversos punts d'interés turístic, dins del nucli colonial de la ciutat es pot trobar el parc central amb el Barret més gran del món, cases colonials declarades patrimoni, l'església de Sant Lorenzo, el museu i centro cultural. A la zona rural de la ciutat es poden trobar paratjes naturals a destacar, com; la Cascada d'Aigua dolça, Els pous d'aigua dolça en Andil, els pous d'Aigua amb sofre del volcà Chocotete a Joa, les cascades a Anegado.
També es destacable la gastronomia local i és una de les més cridaneres i representatives a nivell nacional. Els plats mes característics son; el Ceviche amb Mani i alvocat, Bollo especial, el greñoso,

### Turisme comunitari
És un turisme que és controlat per la comunitat local on es comparteix amb els turistes el patrimoni cultural i natural de la zona. Les comunitats proposen diverses activitats turístiques, allotjaments i alimentació, senderes d'observació d'aus i de flora, jaciments arqueològics de la cultura manteña com els Petròglif, esdeveniments culturals, visita de finques agroecológicas, etc.

## Transport

### Terrestre
El transport públic és el principal mitjà de transport dels habitants de la ciutat, té un servei de bus públic urbà en expansió, i és una de les poques ciutats manabitas que en tenen. La tarifa del bus és de 0,30 USD, amb descomptes del 50 % a grups prioritaris (menors d'edat, adults majors, discapacitats, entre uns altres). A més existeixen els busos interparroquiales i intercantonales per al transport a localitats properes.
Gran part dels carrers de la ciutat estan asfaltades o empedrades, encara que algunes es troben en males condicions i la resta de carrers són de terra, principalment als barris nous que s'expandeixen en la perifèria de la ciutat.

#### Avingudes importants
- Alejo Lascano
- Rocafuerte
- Colón
- Santistevan
- De los Choferes
- Cotopaxi

## Mitjans de comunicació
La ciutat posseeix una xarxa de comunicació en continu desenvolupament i modernització. A la ciutat es disposa de diversos mitjans de comunicació com premsa escrita, ràdio, televisió, telefonia, Internet i missatgeria postal. En algunes comunitats rurals existeix telefonia i Internet via satèl·lit.
- Telefonia: Si bé la telefonia fixa es manté encara amb un creixement periòdic, aquesta ha estat desplaçada molt notablement per la telefonia movil, tant per l'enorme cobertura que ofereix i la fàcil accessibilitat. Existeixen 3 operadores de telefonia fixa, CNT (pública), TVCABLE i Clar (privades) i quatre operadores de telefonia cel·lular, Movistar, Clar i Tuenti (privades) i CNT (pública).
- Radiodifusió: Dins d'aquesta llista s'esmenta una gran quantitat de sistemes radials de transmissió nacional i local i fins i tot de províncies veïnes.
- Mitjans televisius: La majoria són nacionals, encara que s'ha inclòs canals locals recentment. L'apagada analògica es va establir pel 31 de desembre de 2018.

## Esport
La Lliga Esportiva Cantonal de Jipijapa és l'organisme rector de l'esport en tot el Cantó Jipijapa i, per tant, en l'urbs s'exerceix la seva autoritat de control. L'esport més popular a la ciutat, igual que en tot el país, és el futbol, sent l'esport amb major convocatòria. El Club Esportiu els canaris, és l'únic equip jipijapense actiu en l'Associació de Futbol No Amateur de Manabí, que participa en la Segona Categoria de Manabí. Jipijapa manca d'un equip simbòlic de la ciutat, per la qual cosa els seus habitants són aficionats en la seva majoria dels clubs guayaquilenys com: Barcelona Sporting Club i Club Sport Emelec.
El principal recinte esportiu per a la pràctica del futbol és l'Estadi Arturo Zavala Ramírez. Està situat en l'avinguda Cotopaxi. És utilitzat majoritàriament per jugar a futbol, i allà juga com a local el Club Esportiu Els Canaris; té capacitat per 800 espectadors. L'estadi és seu de diferents esdeveniments esportius a nivell local, així com és escenari per a diversos esdeveniments de tipus cultural, especialment concerts musicals.

## Dates Importants
| Data                 | Esdeveniment       |
| -------------------- | ------------------ |
| 10 d'agost de 1565   | Fundació Espanyola |
| 15 d'octubre de 1820 | Independència      |
| 8 de gener de 1822   | Primer Ajuntament  |
| 25 de juny de 1824   | Cantonización      |

| Data          | Celebració                       |
| ------------- | -------------------------------- |
| 10 d'agost    | Festa de Sant Lorenzo.           |
| 8 de setembre | Festa de la Verge d'Aigua Santa. |